# Korsløkke Station
Korsløkke Station er en letbanestation på Odense Letbane, beliggende på Nyborgvej ved Deleurans Plads i Odense-forstaden Korsløkke. Stationen åbnede sammen med letbanen 28. maj 2022.
Letbanen ligger i en græsbelægning på midten ad Nyborgvej med stationen udfor pladsen og umiddelbart vest for krydset med Ørbækvej. Herfra drejer den mod syd ad Ørbækvej, som den ligger i den vestlige side af. Stationen består af to spor med hver sin sideliggende perron. I krydset er der desuden anlagt sporskifter i retning mod nord til Ejbygade. Hvis det senere bliver besluttet at udvide letbanen med en etape 2, vil der kunne lægges spor herfra ad Ejbygade og gennem Vollsmose.
Omgivelserne udgøres overvejende af ældre enfamilieshuse, nyere boligblokke og området Korsløkkeparken med etageejendomme. Desuden ligger Korsløkke Kirkegård lidt nord for stationen.

## Galleri
- Arbejder ved Korsløkke Station i februar 2019.

Korsløkke
| Foregående station            |  | Odense Letbane                       |  | Efterfølgende station   |
| ----------------------------- |  | ------------------------------------ |  | ----------------------- |
| Østerbæksvej mod Tarup Center |  | Tarup Center - Hjallese fra maj 2022 |  | Ejerslykke mod Hjallese |